# Pangu
Pangu (spreek uit als [P'an-Koe]) is in de Chinese mythologie de schepper der aarde en het eerste levende wezen. Pangu is een personage in een van de vele scheppingsverhalen die de wereld heeft. In de Chinese mythologie wordt verteld dat voor het bestaan van de Aarde er een vormloze chaos in de kosmos was. Het duurde zo'n 18.000 jaar voordat deze chaos samengroeide tot een ei met daarin de yin en yang. Pangu zat in dit ei en brak eruit. Na de dood van Pangu werden zijn lichamelijke overblijfselen de Aarde. Zijn bloed werden rivieren, zijn twee ogen werden de Zon en de Maan, zijn adem werd de wind, zijn stem werd de dondergeluid, zijn botten werden kostbare mineralen, zijn beenmerg werden diamanten, de vlooien op zijn lichaam werden vissen en andere dieren, zijn lichaamshaar werden bomen en bosjes en zijn gezichtshaar werden de sterren in de Melkweg. Vervolgens maakte de eerste vrouw, Nüwa, mensen door middel van klei uit de Gele Rivier.
De schrijver Xu Zheng was de eerste persoon die dit verhaal op schrift stelde.
Na Pangu's 'dood' regeerden de 'Drie Verhevenen': de 'Heer van de Hemel', gevolgd door de 'heer van de Aarde' beiden eveneens 18.000 jaar. De derde Verhevene was de 'Heer van de Mensen', die de 'Tien Tijdperken' inluidde, waarin de mensen zich bekwaamden in de jacht en landbouw.

## Religie
Pangu wordt in het taoïsme en Chinese volksreligie aanbeden als godheid. Dit wordt vooral door de Han en de Buyi gedaan. Gelovigen zien Pangu als de schepper van de Aarde en vinden daarom dat hij een plek verdient in het Chinese pantheon.